# Santiago Giraldo
Santiago Giraldo (Pereira, 27 november 1987) is een Colombiaans tennisser. Hij is prof sinds 2006. In 2010 haalde hij voor het eerst de top 100 en in 2011 voor het eerst de top 50. Zijn hoogste plaats op de ATP-ranglijst is de 44e, die hij behaalde op 28 februari 2011.
Giraldo heeft nog geen ATP-toernooi gewonnen. Zijn beste prestatie op een ATP-toernooi was de finale van het ATP-toernooi van Santiago in 2011. Verder heeft hij in het enkelspel wel zeven challengers en drie futurestoernooien op zijn naam staan. Zijn beste resultaat in het enkelspel op een grandslamtoernooi is de tweede ronde.

## Carrière

### Jaarverslagen

#### 2006 - 2009
Giraldo speelde tijdens deze jaren vooral in het Futures- en challengercircuit. Hij werd prof in 2006 en won in juli van dat jaar meteen zijn eerste challenger in Bogota, de hoofdstad van zijn vaderland. Ook in 2007 won hij een challenger in Bogota en in oktober won hij de challenger van Quito. Hij maakte dat jaar ook zijn grandslamdebuut op Roland Garros. Hij kwam als lucky loser op de hoofdtabel en verloor in de eerste ronde van het zesde reekshoofd, Novak Đoković. In 2008 boekte hij op het Masterstoernooi van Indian Wells zijn eerste zege op het ATP-circuit, door in de eerste ronde te winnen van de Oostenrijker Werner Eschauer. In de tweede ronde verloor hij van Rafael Nadal. Hij kwam opnieuw als lucky loser op de hoofdtabel van Roland Garros, en verloor opnieuw in de eerste ronde van thuisspeler Florent Serra.
In 2009 won hij in het voorjaar twee challengers: Salinas en San Luis Potosi. Hij haalde voor de derde maal de hoofdtabel van Roland Garros, maar werd opnieuw in de openingsronde naar huis gestuurd na verlies van Denis Istomin. In oktober won hij zijn derde challenger van het jaar in Sacramento en in november verloor hij de finale van de challenger in Guayaquil.

#### 2010-2011
Giraldo startte het jaar met een kwartfinale op het ATP-toernooi van Chennai en haalde voor het eerst de top 100. Op zijn eerste Australian Open werd hij in de tweede ronde uitgeschakeld. Hij versloeg in de eerste ronde het zestiende reekshoofd Tommy Robredo, maar verloor in de tweede van Lukasz Kubot. Tijdens de eerste paar maanden haalde hij driemaal de halve finale van een challenger. Hij won in april de challenger van Pereira. Op de Masters van Rome haalde hij de derde ronde. Op Roland Garros lag hij er echter al in de eerste ronde meteen uit. In juni haalde hij de kwartfinale op het ATP-toernooi van 's-Hertogenbosch. Op zijn eerste Wimbledon en US Open werd hij in de eerste ronde uitgeschakeld. Het najaar was weinig succesvol, maar Giraldo kon zich handhaven in de top 100 en sloot het jaar voor het eerst in de top 100 af, op plaats 64.
Giraldo startte 2011 goed, met een kwartfinale in Brisbane en een halve finale in Auckland. Op de Australian Open verloor hij in de tweede ronde. Begin februari bereikte hij op het ATP-toernooi van Santiago zijn eerste ATP-finale, die hij verloor van de Spanjaard Tommy Robredo. Hij haalde die maand ook de kwartfinale in Acapulco. Eind februari bereikte hij met de 44e plaats zijn hoogste ranking tot dan toe. De daaropvolgende maanden haalde Giraldo geen noemenswaardige resultaten. Op Roland Garros en Wimbledon verloor hij in de eerste ronde. In juni en juli haalde hij drie kwartfinales: in 's-Hertogenbosch, Stuttgart en Kitzbühel. Op de US Open lag hij er al meteen uit in de eerste ronde tegen Roger Federer. Zijn beste resultaat van najaar was de kwartfinale in Tokio. Giraldo eindigde het jaar op plaats 55.

#### 2012-2015
In 2014 haalde Giraldo zijn tweede ATP-finale in Barcelona maar deze verloor hij van Kei Nishikori.
Zijn hoogste notering haalde hij ook in dat jaar met een 28ste plek.
Zowel in 2014 als 2015 haalde hij de derde in Wimbledon, samen met Roland Garros 2012 zijn beste prestatie op een grandslamtoernooi.

### Davis Cup
Giraldo speelde voor het eerst voor zijn land in de Davis Cup in 2006, in een duel tegen Uruguay in de tweede groep van de Amerikaanse Zone. Hij speelde in elk jaar van 2006 tot en met 2011 in de Davis Cup. Hij speelde in totaal negentien enkelpartijen waarvan hij er twaalf won.

## Palmares
| Legenda                       | Legenda               |
| ----------------------------- | --------------------- |
| Grand Slam                    |                       |
| Olympische Spelen             |                       |
| tot 2009                      | vanaf 2009            |
| Tennis Masters Cup            | ATP Finals            |
| ATP Masters Series            | ATP Tour Masters 1000 |
| ATP International Series Gold | ATP Tour 500          |
| ATP International Series      | ATP Tour 250          |

### Enkelspel
| Verloren finales     |                 |                 |           |                   |                  |         |
| 1.                   | 31 januari 2011 | ATP Santiago    | Gravel    | Tommy Robredo     | 2-6, 6-2, 6-7(5) | Details |
| 2.                   | 27 april 2014   | ATP Barcelona   | Gravel    | Kei Nishikori     | 2-6, 2-6         | Details |
| Gewonnen challengers |                 |                 |           |                   |                  |         |
| 1.                   | 17 juli 2006    | Bogota          | Gravel    | Bruno Echagaray   | 6-3, 1-6, 6-2    |         |
| 2.                   | 12 maart 2007   | Bogota          | Gravel    | Flavio Saretta    | 7-6, 6-2         |         |
| 3.                   | 8 oktober 2007  | Quito           | Gravel    | Giovanni Lapentti | 7-6, 6-4         |         |
| 4.                   | 12 januari 2009 | Salinas         | Hardcourt | Michael Russell   | 6-3, 6-2         |         |
| 5.                   | 6 april 2009    | San Luis Potosi | Gravel    | Paolo Lorenzi     | 6-2, 6-7, 6-2    |         |
| 6.                   | 5 oktober 2009  | Sacramento      | Hardcourt | Jesse Levine      | 7-6(4), 6-1      |         |
| 7.                   | 12 april 2010   | Pereira         | Gravel    | Paolo Lorenzi     | 6-3, 6-3         |         |
| 8.                   | 31 maart 2013   | Pereira         | Gravel    | Paul Capdeville   | 6-2, 6-4         |         |
| 9.                   | 31 juli 2016    | Praag           | Gravel    | Uladzimir Ignatik | 6-4, 3-6, 7-6(2) |         |
| 10.                  | 17 oktober 2016 | Fairfield       | Hardcourt | Quentin Halys     | 4-6, 6-4, 6-2    |         |

### Dubbelspel
| Nr.                              | Datum           | Toernooi   | Ondergrond | Partner              | Tegenstanders in finale        | Score             | Details |
| -------------------------------- | --------------- | ---------- | ---------- | -------------------- | ------------------------------ | ----------------- | ------- |
| Verloren finales herendubbel     |                 |            |            |                      |                                |                   |         |
| 1.                               | 22 juli 2012    | ATP Gstaad | Gravel     | Robert Farah Maksoud | Marcel Granollers Marc López   | 4-6, 6-7(9)       | Details |
| Gewonnen challengers herendubbel |                 |            |            |                      |                                |                   |         |
| 1.                               | 3 november 2008 | Guayaquil  | Gravel     | Sebastian Decoud     | Thiago Alves Ricardo Hocevar   | 6-4, 6-4          |         |
| 2.                               | 7 juli 2013     | Todi       | Gravel     | Christian Rodriguez  | Andrea Arnaboldi Gianluca Naso | 4-6, 7-6(2), 10-3 |         |

## Resultaten grote toernooien
| Legenda | Legenda                          |
| ------- | -------------------------------- |
| g.t.    | geen toernooi gehouden           |
| l.c.    | lagere categorie                 |
| –       | niet deelgenomen                 |
| G       | uitgeschakeld in de groepsfase   |
| 1R      | uitgeschakeld in de eerste ronde |
| 2R      | uitgeschakeld in de tweede ronde |
| 3R      | uitgeschakeld in de derde ronde  |
| 4R      | uitgeschakeld in de vierde ronde |
| KF      | uitgeschakeld in de kwartfinale  |
| HF      | uitgeschakeld in de halve finale |
| F       | de finale verloren               |
| W       | het toernooi gewonnen            |
| w-v     | winst/verlies-balans             |

### Enkelspel
| toernooi             | 2007 | 2008 | 2009 | 2010 | 2011 | 2012 | 2013 | 2014 | 2015 | 2016 | 2017 | 2018 | 2019 |
| -------------------- | ---- | ---- | ---- | ---- | ---- | ---- | ---- | ---- | ---- | ---- | ---- | ---- | ---- |
| grandslamtoernooien  |      |      |      |      |      |      |      |      |      |      |      |      |      |
| Australian Open      | –    | –    | –    | 2R   | 2R   | 2R   | 1R   | 1R   | 2R   | 2R   | 1R   | –    | –    |
| Roland Garros        | 1R   | 1R   | 1R   | 1R   | 1R   | 3R   | 1R   | 1R   | 2R   | 1R   | 1R   | 2R   | –    |
| Wimbledon            | –    | –    | –    | 1R   | 1R   | 1R   | 2R   | 3R   | 3R   | 1R   | –    | –    | –    |
| US Open              | –    | –    | –    | 1R   | 1R   | 1R   | 1R   | 1R   | 1R   | –    | 2R   | –    | 1R   |
| ATP Masters 1000     |      |      |      |      |      |      |      |      |      |      |      |      |      |
| Indian Wells         | –    | 2R   | 1R   | –    | 2R   | 3R   | 1R   | 2R   | 2R   | 1R   | 1R   | –    | –    |
| Miami                | –    | 1R   | –    | 2R   | 1R   | 2R   | 2R   | 1R   | 3R   | 2R   | –    | –    | –    |
| Monte Carlo          | –    | –    | –    | –    | 1R   | –    | –    | 1R   | –    | –    | –    | –    | –    |
| Madrid               | l.c. | l.c. | –    | 2R   | 1R   | –    | 2R   | KF   | 1R   | 1R   | –    | –    | –    |
| Rome                 | –    | –    | –    | 3R   | 1R   | 1R   | 1R   | 1R   | 1R   | –    | –    | –    | –    |
| Montreal/Toronto     | –    | –    | –    | 1R   | –    | –    | –    | 1R   | –    | –    | –    | –    | –    |
| Cincinnati           | –    | –    | –    | 1R   | –    | 1R   | –    | 1R   | –    | –    | –    | –    | –    |
| Shanghai             | l.c. | l.c. | –    | –    | 3R   | –    | 1R   | 1R   | –    | –    | –    | –    |      |
| Parijs               | –    | –    | –    | 2R   | 1R   | –    | 2R   | 2R   | –    | –    | –    | –    |      |
| statistieken         |      |      |      |      |      |      |      |      |      |      |      |      |      |
| totaal aantal titels | 0    | 0    | 0    | 0    | 0    | 0    | 0    | 0    | 0    | 0    | 0    | 0    | 0    |
| eindejaarsranking    | 538  | 163  | 107  | 64   | 55   | 57   | 69   | 32   | 70   | 91   | 227  |      |      |

### Dubbelspel
| toernooi             | 2010 | 2011 | 2012 | 2013 | 2014 | 2015 | 2016 |
| -------------------- | ---- | ---- | ---- | ---- | ---- | ---- | ---- |
| grandslamtoernooien  |      |      |      |      |      |      |      |
| Australian Open      | 1R   | 1R   | 1R   | 1R   | 1R   | 2R   | 1R   |
| Roland Garros        | 1R   | 1R   | 1R   | –    | 1R   | 2R   | –    |
| Wimbledon            | 1R   | 1R   | –    | 1R   | 1R   | 1R   | –    |
| US Open              | 1R   | 1R   | –    | –    | 2R   | 2R   | –    |
| ATP Masters 1000     |      |      |      |      |      |      |      |
| Indian Wells         | –    | –    | –    | –    | –    | 1R   | –    |
| Miami                | –    | –    | –    | –    | –    | 1R   | –    |
| Monte Carlo          | –    | –    | –    | –    | –    | –    | –    |
| Rome                 | –    | –    | –    | –    | –    | –    | –    |
| Madrid               | –    | –    | –    | –    | –    | 1R   | –    |
| Montréal/Toronto     | –    | –    | –    | –    | –    | –    | –    |
| Cincinnati           | –    | –    | –    | –    | 2R   | –    | –    |
| Shanghai             | –    | –    | –    | –    | 2R   | –    | –    |
| Parijs               | 1R   | –    | –    | –    | 3R   | –    | –    |
| statistieken         |      |      |      |      |      |      |      |
| totaal aantal titels | 0    | 0    | 0    | 0    | 0    | 0    | 0    |
| eindejaarsranking    | —    | 324  | 235  | 292  | 106  | 169  | —    |